# Орден Независимости (Вьетнам)
Орден Независимости (вьет. Huân chương Độc lập) — третий по значимости орден Социалистической Республики Вьетнам.

## Описание
Орден состоит из трёх степеней: I — три звезды, II — две звезды, III — одна звезда.
Орденом Независимости награждаются лица, проявившие исключительно выдающиеся достижения в политических, экономических, общественных, технологических, дипломатических, научных областях, в обороне, безопасности, литературе и искусстве.
Вручается коллективам, проявившим выдающиеся достижения в течение пяти или более лет подряд до награждения, с сохранением внутреннего единства, сотрудничество с партией и массовыми организациями. Кроме того, должны выполняться следующие условия:
Орден третьей степени вручается при достижении 20 лет строительства и развития, а если уже был присвоен Орден Труда первой степени, то 15 лет и более.
Орден второй степени вручается при достижении 25 лет строительства и развития, а если уже был присвоен орден третьей степени, то 20 лет и более.
Орден первой степени вручается при достижении 30 лет строительства и развития, а если уже был присвоен орден второй степени, то 25 лет и более.
Орден был учреждён 6 июня 1947 года.